# Xã Durbin, Quận Cass, Bắc Dakota
Xã Durbin (tiếng Anh: Durbin Township) là một xã thuộc quận Cass, tiểu bang Bắc Dakota, Hoa Kỳ. Năm 2010, dân số của xã này là 83 người.